# Simona Baldanzi
Simona Baldanzi (Firenze, 21 febbraio 1977) è una scrittrice italiana.

## Biografia
Nata in una famiglia mugellana di operai del tessile, si interessa sin da piccola ai lavori manuali prestando attenzione alla "condizione" dei lavoratori.
Nel 1996 partecipa alla finale del Premio Campiello Giovani con il racconto Finestrella viola.
Nel 2006 esordisce  con il libro Figlia di una vestaglia blu, edito da Fazi, che racconta le esperienze lavorative degli operai tessili della Rifle e degli operai edili della TAV in Mugello. Con il primo romanzo ha ottenuto il Premio Miglior Esordio di Fahrenheit Radio Rai tre, il Premio Minerva Letteratura di Impegno Civile ed è stata finalista al Premio Fiesole Narrativa under 40 e al Premio Chianti. Ha ricevuto un premio speciale nell'ambito del Premio Viareggio 2007.
Molto attenta ai problemi della propria terra, nel 2011 pubblica il libro Mugello sottosopra, dedicato agli sconvolgimenti idrogeologici portati dai cantieri TAV e nel 2014 pubblica nella collana Contromano di Laterza il romanzo Il Mugello è una trapunta di terra.

## Opere
- Figlia di una vestaglia blu, Fazi 2006; poi in Alegre, 2019.
- Bancone verde menta, Elliot 2009
- Mugello sottosopra. Tute arancioni nei cantieri delle grandi opere, Ediesse 2011
- Il Mugello è una trapunta di terra, Laterza 2014
- Maldifiume. Acqua, passi e gente d'Arno, Ediciclo 2016
- Corpo Appennino. In cammino da Monte Sole a Sant'Anna di Stazzema, Ediciclo 2021
- Se tornano le rane, Edizioni Alegre 2022